# 台湾半蒴苣苔
台湾半蒴苣苔（学名：Hemiboea bicornuta）为苦苣苔科半蒴苣苔属下的一个种。

## 扩展阅读
- 維基物種上的相關：台湾半蒴苣苔